# Arafuralijsterdikkop
De arafuralijsterdikkop (Colluricincla megarhyncha) is een zangvogel uit de familie Pachycephalidae (dikkoppen en fluiters).

## Taxonomie
Moleculair genetisch onderzoek gepubliceerd in 2011 en 2018 leidde tot een herindeling in soorten en ondersoorten.

## Verspreiding
Er zijn drie ondersoorten:
- C. m. megarhyncha: Salawati, Misool  (West-Papoea en de Aroe-eilanden Molukken).
- C. m. parvula: noordoostelijk West-Australië en noordelijk Noordelijk Territorium (het noordelijke deel van Midden-Australië)
- C. m. aruensis: de Aroe-eilanden en het nabijgelegen zuidwestelijk deel van Nieuw-Guinea.

## Leefgebied
Het leefgebied bestaat uit tropisch, substropisch en montaan regenwoud.